# Stavkirke di Hylestad
La stavkirke di Hylestad era la stavkirke costruita a Hylestad (attuale Valle), distretto di Setesdal (Norvegia), tra la fine del XII e l'inizio del XIII secolo e demolita nel XVII secolo. Alcune delle intricate sculture in legno del portale della chiesa furono salvate e incorporate in altri edifici. Oggi sono in mostra al Museo di Storia Culturale di Oslo.
Le incisioni superstiti, un interessante esempio di arte vichinga, ritraggono diverse scene della leggenda di Sigfrido/Sigurd. Una sezione di una di queste incisioni in cui Sigurd uccide Reginn fu la base per un francobollo norvegese.

## Incisioni
Sui due pannelli delle porte sono scolpite sette scene della leggenda di Sigfrido/Sigurd, con tre scene nel primo pannello ("Hylestad I") e quattro scene nel secondo pannello ("Hylestad II"). La descrizione che segue rileva le scene e la sezione corrispondente della leggenda, con l'ordine della quinta e della sesta scena invertito per seguire la normale sequenza della leggenda.
In base agli abiti e alle attrezzature, i pannelli sono stati datati alla seconda metà del XII secolo. Le figure e i medaglioni sui pannelli di Hylestad mostrano stretti parallelismi con le miniature dei manoscritti inglesi e francesi del 1170 circa.

### Sigurd e Regin forgiano la spada Gramr
La prima scena mostra Sigurd (che indossa un elmo) e Reginn (che ha la barba) alla fucina e la seconda scena mostra Sigurd che tiene la spada rammendata.
Sigurd, descritto come uno dei migliori spadaccini, fu spinto da Reginn a cercare il tesoro del drago Fáfnir. Reginn ha quindi forgiato una spada con Sigurd al suo fianco, fornendo assistenza mantenendo acceso il fuoco e fornendo acqua per raffreddare la lama quando necessario. Quando la spada fu completata, la chiamarono Gramr. Sigurd provò la spada colpendola sullo scudo di Reginn, su cui era incisa un'immagine di Fáfnir. La lama si ruppe, il che spinse Reginn a forgiare un'altra spada dai pezzi rotti della prima. Quando la seconda arma fu completata, Sigurd la testò ancora una volta sullo scudo con l'immagine di Fáfnir e questa volta la lama tagliò lo scudo ed il sottostante corno dell'incudine.

### Sigurd uccide il drago Fáfnir

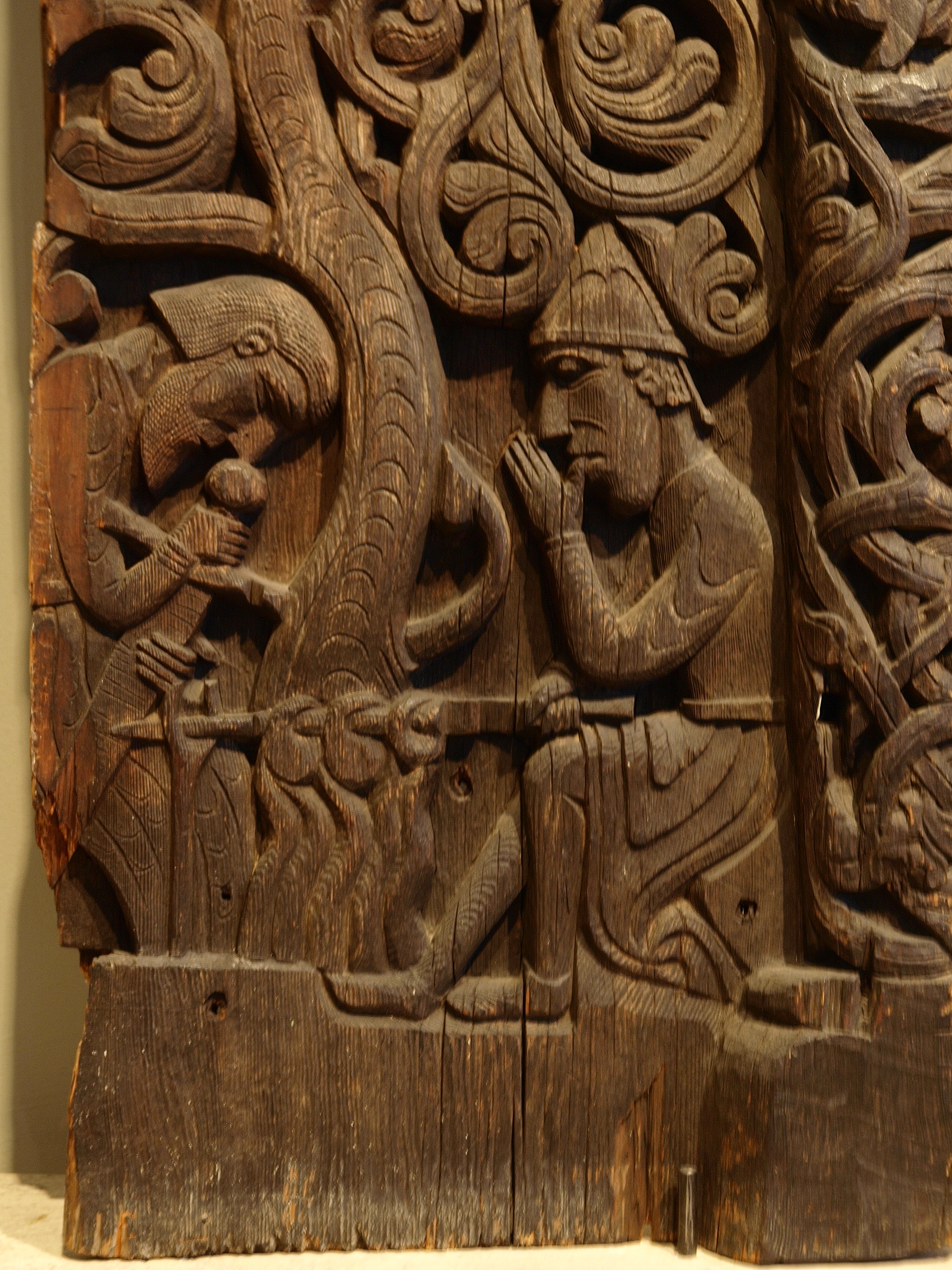
Sigurd si succhia il sangue di drago dal pollice.

La terza scena mostra Sirgurd che uccide il drago con una spada.
Dopo aver forgiato la spada, Sigurd e Reginn si recano a Gnita-Heath per trovare il drago Fáfnir e prendere il suo tesoro. Lì scavano «una fossa nel sentiero usato da Fáfnir» e poi vi si infila dentro. Quando Fáfnir giunse al pozzo d'acqua, Sigurd emerse e «conficcò la sua spada» in Fáfnir, uccidendolo.

### Sigurd arrostisce il cuore del drago
La quarta scena, che si trova sul secondo pannello della porta, mostra Sigurd che arrostisce il cuore del drago e succhia il suo pollice mentre Ragin sembra dormire.
Dopo aver ucciso Fáfnir, Reginn chiede a Sigurd di prendere il cuore del drago e arrostirlo per lui. «Reginn poi si sdraiò, bevve il sangue di Fáfnir e si addormentò.» Lo stesso Sigurd ha poi toccato il cuore per vedere se era cotto, ma il sangue bollente gli colava lungo la mano, ustionendolo. Quando ha bevuto il sangue del drago, è stato in grado di sentire «il discorso degli uccelli». Dagli uccelli, che sono raffigurati nella quinta scena, ha sentito parlare del complotto di Reginn per uccidere Sigurd, come «vendetta per suo fratello».

### Sigurd uccide Reginn

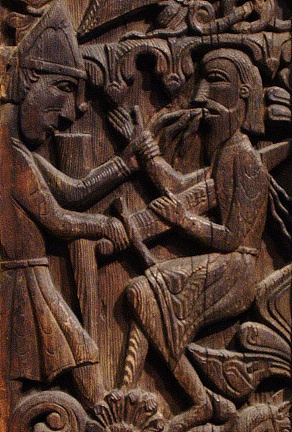
L'uccisione di Reginn.

Nella sesta scena, Sigurd uccide Reginn con la sua spada.
Sigurd, entrambi avvertiti dagli uccelli del complotto di Reginn di tradirlo e incoraggiati dalle loro affermazioni che grande ricchezza, conoscenza e potere sarebbero stati suoi se avesse ucciso Reginn preventivamente e preso possesso del tesoro di Fáfnir, uccide Reginn. Sigurd, convinto dal loro consiglio, afferma «Non sarà il mio destino che Reginn sia la mia morte. Piuttosto, entrambi i fratelli dovrebbero andare allo stesso modo.» Sigurd decapita Regin usando la spada Gramr.

### Grani porta il tesoro
Nella quinta scena, il cavallo di Sigurd, Grani, sta in piedi portando una cassa contenente il vasto tesoro di Fáfnir e due uccelli sono raffigurati sotto Grani appollaiati sui rami di un albero. Gli uccelli probabilmente appartengono al gruppo di cui Sigurd ha capito il discorso. Questa scena combina elementi della leggenda avvenuta prima e dopo l'uccisione di Reginn.
Dopo aver ucciso Reginn, Sigurd monta Grani e cavalca verso la tana di Fáfnir, dove trova «un'enorme riserva d'oro» da cui prende «molte cose preziose» tra cui l'emo Ægishjálmr (it. "elmo del terrore") e la spada Hrotti. Sigurd carica grandi casse con il tesoro su Grani, nonostante si aspetti che sarebbe un carico troppo grande anche per una coppia di cavalli. Grani trasporta il tesoro senza difficoltà, rifiutandosi persino di muoversi finché Sigurd non cavalca sulla sua schiena, correndo «come se fosse libero».

### Gunnar nella fossa dei serpenti
L'ultimo pannello mostra il cognato di Sigurd, Gundicaro/Gunnar, in una fossa di serpenti che suona l'arpa con i piedi nel tentativo di pacificare i velenosi rettili.
Il tesoro di Fáfnir è maledetto. Nel suo ultimo respiro, Fáfnir avverte Sigurd che il suo oro «sarà la morte di tutti coloro che lo possiedono.» Sigurd, non è turbato da questo e menziona la mortalità di tutti gli uomini. Dopo la morte di Sigurd per mano dei suoi tre cognati, Gunnar, Hogni e Guttorm, il tesoro di Fáfnir viene nascosto da Gunnar, affondato sul fondo del Reno. Gudrun si risposa con Atli (Atilla l'Unno), che è affascinato dal tesoro e cerca di possederlo. Gunnar si rifiuta di dire ad Atli la sua posizione, insistendo: "Piuttosto il Reno dominerà sull'oro piuttosto che gli Unni lo indossino sulle loro braccia." Atli ordina che Gunnar venga messo in una fossa di serpenti, con le mani legate dietro la schiena. Gudrun manda un'arpa a suo fratello e Gunnar è in grado di suonare «così straordinariamente bene» con le dita dei piedi che fa addormentare i serpenti, «tranne una grande e orribile vipera» che uccide Gunnar in un solo colpo.